# Garden of Love
«Garden of Love» es el tercer sencillo de la cantante neerlandesa Kim-Lian. Fue lanzado el 29 de abril del 2004, la canción pertenece a su álbum debut Balance. 

## Video musical
El video musical para la canción fue dirigido por Peter van Eyndt, quién lo hizo anteriormente con el video "Hey Boy!".

## Lista de canciones
CD Sencillo
1. «Garden of Love» [Radio Edit] - 3:43
2. «Tracy» (Filip de Wilde, Kim-Lian) - 3:58
3. «Garden of Love» [Video] - 3:41

## Posicionamiento
| Listas (2004) | Posición |
| ------------- | -------- |
| Dutch Top 40  | 15       |